# 然巴 (威拉省)
然巴（葡萄牙語：Jamba），是個位於安哥拉西南部的城鎮，由威拉省負責管轄，處於馬塔拉以東，面積11,100平方公里，2012年人口150,000，人口密度每平方公里14人。